# Oituz
Oituz è un comune della Romania di 9 622 abitanti, ubicato nel distretto di Bacău, nella regione storica della Moldavia.
Il comune è formato dall'unione di 6 villaggi: Calcii, Fierăstrău, Hârja, Marginea, Oituz, Poiana Sărată.